# Philonotis gracilescens
Philonotis gracilescens är en bladmossart som beskrevs av W. P. Schimper in Wright 1892. Philonotis gracilescens ingår i släktet källmossor, och familjen Bartramiaceae. Inga underarter finns listade i Catalogue of Life.